# Analytarcha cyathodes
Analytarcha cyathodes är en fjärilsart som beskrevs av Edward Meyrick 1921. Analytarcha cyathodes ingår i släktet Analytarcha och familjen äkta malar. Inga underarter finns listade i Catalogue of Life.